# Računarstvo u oblaku
Računarstvo u oblaku (engleski cloud computing), paradigma je informatičke tehnologije (IT) koja opisuje pružanje IT infrastrukture kao što je prostor za pohranu podataka ili aplikacijski softver kao uslugu putem interneta. To je dostupnost resursa računalnog sustava na zahtjev, posebice pohrane podataka (pohrana u oblaku) i računalne snage, bez izravnog aktivnog upravljanja od strane korisnika.
U tehničkom smislu opisuje pristup IT infrastrukture dostupnim preko računarne mreže bez potrebe instaliranja na osobno računalo.
Računarstvo u oblaku omogućuje organizacijama usredotočiti se na svoje osnovne djelatnosti umjesto trošenja sredstva na računalnu infrastrukturu i održavanje. Zagovornici napominju da računalstvo u oblaku omogućuje tvrtkama da izbjegavaju ili minimiziraju troškove infrastrukture. Zagovornici također tvrde da računarstvo u oblaku omogućuje tvrtkama da brže iskušaju svoje aplikacije, poboljšanu upravljivost i manje održavanje te da tim IT timovima omogućuje brže prilagođavanje resursa u skladu s fluktuacijskim i nepredvidivim zahtjevima. Cloud provideri obično koriste model "pay-as-you-go", što može dovesti do neočekivanih troškova poslovanja ako administratori nisu upoznati s modelima određivanja cijena oblaka.